# Lubomir Geraskow
Lubomir Stilanow Geraskow (bułg. Любомир Стилянов Герасков; ur. 27 grudnia 1968 w Sofii), bułgarski gimnastyk. Złoty medalista olimpijski z Seulu.
Największym sukcesem w jego karierze jest właśnie złoto IO 88, zdobyte wspólnie z Dmitrijem Biłozierczewem i Zsoltem Borkaim w ćwiczeniach na koniu z łękami. W 1987 zdobył dwa brązowe medale mistrzostw świata (koń i ćwiczenia wolne). W tym samym roku zdobył srebro mistrzostw Europy (koń).

## Starty olimpijskie (medale)
Seul 1988
- koń z łękami –  złoto